# Cities in Motion
 (juin 2011).
Si vous disposez d'ouvrages ou d'articles de référence ou si vous connaissez des sites web de qualité traitant du thème abordé ici, merci de compléter l'article en donnant les références utiles à sa vérifiabilité et en les liant à la section « Notes et références ».
Pour les articles homonymes, voir CIM.
Cities in Motion (CIM) est un jeu vidéo de simulation et de gestion édité par Paradox Interactive en 2011. Le jeu est disponible dans le commerce en CD-ROM et en téléchargement via la plateforme Steam ainsi que sur le Mac App Store.
Il a pour suite Cities in Motion 2.

## Système de jeu
Ce jeu propose de créer le meilleur réseau de transport possible dans quatre grandes villes européennes : Amsterdam, Berlin, Helsinki et Vienne, à différentes époques des XXe et XXIe siècles, avec des enjeux propres à chaque ville et à chaque époque. Le jeu dispose aussi de cartes supplémentaires comme Munich ainsi que des villes comme Paris, Tokyo, New York disponible en téléchargement (payant) sur la plateforme Steam.
Le joueur a plusieurs moyens de transport à sa disposition pour développer son réseau : le bus, le tramway, le métro, le bateau-bus et l'hélicoptère. Selon l'époque, les modèles proposés diffèrent. Le jeu fonctionne sous forme de « campagne », avec une seule carte au départ, et des objectifs à atteindre pour débloquer les cartes suivantes. Outre les "défis" proposés dans chaque scénario, il faut essentiellement surveiller les finances et la réputation de sa compagnie pour réussir la mission.
Le jeu dispose d'un tutoriel pour se familiariser avec les commandes, d'un mode bac-à-sable pour jouer librement sans objectif de mission, et d'un éditeur de cartes pour les joueurs aguerris.